# 日本叉尾海燕
是鹱形目海燕科的一种鸟类。

## 特征
日本叉尾海燕体重约62克，翼长约185毫米，嘴峰长约20.1毫米，喙宽度约3.4毫米，喙厚度约4.8毫米，跗蹠长约25.2毫米，尾长约91毫米。日本叉尾海燕是候鸟，其栖息在开放的海洋及海岛环境中，食性为肉食性，主要食物来源是水生动物。

## 分布
繁殖于火山列岛；散布于印度洋。

## 外部連結
- 维基共享资源上的相關多媒體資源：煙黑叉尾海燕
- 維基物種上的相關：煙黑叉尾海燕